# 仁義なき戦い 頂上作戦
『仁義なき戦い 頂上作戦』（じんぎなきたたかい ちょうじょうさくせん、Battles Without Honor and Humanity: Police Tactics ）は、1974年（昭和49年）1月15日に東映京都撮影所の製作、東映配給により公開された日本映画。「仁義なき戦いシリーズ」第四弾。
前作『代理戦争』をイントロダクションとした、実質的な「仁義なき戦いシリーズ」完結篇。導入部のナレーションは回を追うごとに長くなり、本作は非常に長いものになっている。

## 解説
本作の時代背景は1963年（昭和38年）ー1964年（昭和39年）である。このときの暴力団間の抗争に加えて、高度経済成長を続ける市民社会・マスメディアの暴力団に対する非難の目、それに呼応した警察による暴力団壊滅運動などの非暴力団側との対立が一つの軸となっており、そうした時代とともに"武闘派ヤクザ"から"経済ヤクザ"へ変貌していく様も同時に描かれる。またやくざの歴史における第二次広島抗争がどのように終焉したかを記録している。さまざまな立場の人間が絡んでいるが、物語は他の作品と同じく終始暴力団員が中心である。
当初はシリーズ第二作『仁義なき戦い 広島死闘篇』の大友勝利（千葉真一）が再登場する予定だったが、千葉が主演映画『殺人拳シリーズ』の撮影に入っていたために実現せず、大友勝利は宍戸錠が演じた。
深作欣二は本作撮影中に『キネマ旬報』の取材に答え、「『第一部』に取り掛かったとき、自分なりの戦後史をやくざの世界を借りて裏側から探ってみようと思った。昭和39年の東京オリンピックを頂点として、戦後の復興の姿が象徴的に反映された時期に、やくざはいかにして管理社会の中に組み込まれていったか、やくざの生きざまを描くことが最終的な狙いでした。やくざの戦後史は『第四部』で一応終わることになります」などと述べていた。
笠原和夫は『仁義なき戦い 広島死闘篇』の頃から本作の構想を持っており、本作を最終作と定めてラストに向かって膨大なエピソードがパノラミックに並列されていく。警察の頂上作戦でともに逮捕された広能と武田が、粉雪の吹き込む裁判所の廊下で震えながら、もはや自分たちの時代でないことを実感する名シーンは「暴力による戦後史」の締めくくりとして見事である。

## あらすじ
1963年（昭和38年）、東京オリンピックを翌年に控え高度経済成長の真っ只中にある市民社会は、秩序の破壊者である暴力団に非難の目を向け始めていた。しかし広能昌三の山守組破門に端を発した広能組・打本会の連合と山守組との抗争は、神戸を拠点に覇を争う二大広域暴力団・明石組と神和会の代理戦争の様相を呈し、激化の一途を辿っていた。
広能と打本は広島の義西会・岡島友次に応援を要請。穏健派の岡島は慎重姿勢を崩さないが、明石組・岩井信一の説得もありこれを承諾する。そんな中広能組組員・河西清が山守組系列槇原組組員に襲撃され死亡、さらに打本会組員も数名が惨殺される。また打本会組員が一般市民を誤って射殺する事件が発生。市民社会・マスコミによる暴力団への糾弾は激化し、警察も各暴力団を徹底監視する方向性を打ち出した。
広能は警察のマークをかいくぐり河西の報復にはやる一方、打本は腰を上げようとしない。業を煮やした岩井は河西の本葬を行う名目で、広島に応援組員1000名以上を送り込み、山守組への反撃を画策した。その動きを察知した山守組組長・山守義雄と若頭・武田明は打本を脅迫し、岩井の目的を知る。山守は警察へこれを密告し、遂に広能は別件容疑で逮捕。岩井ら明石組とその応援部隊は広島を引き上げざるを得なくなった。残された広能組組員は各地で暴発するが次々と逮捕され、もはや広能・打本連合の劣勢は挽回できない状況となった。この劣勢に義西会・岡島は広島の川田組を大金で買収し、山守組への対決姿勢を鮮明にする。しかし岡島の動きを察知した山守により岡島は射殺され、残された義西会組員らはその報復として山守組の各事務所をダイナマイトで爆破する事件を引き起こす。また打本会組員らも一向に腰を上げない親分に業を煮やし、各地で市街戦を展開し、市民社会を恐怖の底に陥れる。世論の暴力団に対する抵抗は頂点に達し、事態を重く見た警察もついに組長クラスの一斉検挙、いわゆる「頂上作戦」に踏み切り、山守、打本らが逮捕される。
山守の逮捕を知った明石組・岩井は広島へ乗り込み、義西会残党をまとめて陣営の立て直しを画策し、一方の武田は広島各地の大小暴力団を糾合する。武田は義西会への神戸の梃入れは広島親分衆たちの自治を乱す内政干渉と非難。しかし岩井はその親分の１人である岡島を殺し、その上で義西会への謝罪と安全保障をしない以上、広島側の理屈は破綻していると反論。武田は明石組と敵対する腹を据え、神戸へ組員を派遣し、明石組組長・明石辰男邸をダイナマイトで爆破。これに端を発し、各地で岩井組・義西会連合と武田組との間で激しい銃撃戦が展開される。義西会若頭・藤田正一は川田組組長・川田英光に応援を要請するが、野球賭博によるシノギにしか興味を示さない川田は答えをはぐらかす。それどころか、義西会の勢力にカスリを取られる事を嫌う川田は、川田組組員・野崎弘に藤田殺害を迫る。藤田と懇意にあった野崎は葛藤しつつも藤田を殺害し、この同志討ちは岩井に暗い影を落とした。
岩井は拘置所の広能を訪れ、明石組と神和会が兵庫県警の仲介で手打ちとなった事、藤田の死により義西会が自然消滅の状態にある事を伝える。打本も打本会の解散を表明し、もはや岩井になす術はなかった。広島から手を引かざるを得なくなった事を詫びる岩井を広能は労う。1964年（昭和39年）1月、広能に7年4カ月の判決が下る。裁判所の廊下で、広能は同じく長い懲役刑を受けた武田と再会する。武田から、山守に対する判決が1年半にしかならない事を知らされた広能は虚しい徒労感に襲われ、武田と共に自分達世代の時代が終わった事を痛感する。
かくして広島抗争は、死者17名、負傷者26名、逮捕者約1500名を産みだし、何ら実りのない幕引きを迎えたのだった。

## キャスト

### 打本会明石組側
村岡の跡目を巡って山守に敗れた打本は、山守組を破門となった広能と手を組み、神戸を拠点とする日本最大の暴力団組織明石組と盃を交わして傘下に加わり、広島での覇権奪回を図る。
モデルとなった実在の人物は、解説文の最後に () で付した。
広能組（モデル・美能組）
- 広能昌三 - 菅原文太：広能組組長。山守組を破門。シリーズの主人公。(美能幸三)
- 水上登 - 五十嵐義弘：広能組若衆。
- 竹本繁 - 黒沢年男：広能組若衆。
- 河西清 - 八名信夫：広能組若衆。広能組長の壊れた道具と自分の道具を交換したが為、刺客に対応できず殺される。(亀井貢)
- 岩見益夫 - 野口貴史：広能組若衆。
- 弓野修 - 司裕介：広能組若衆。
- 関谷徹 - 松本泰郎：広能組若衆。

### 上田組
上田組（モデル・小原組）
- 上田利男 - 曽根晴美：上田組組長。大久保の親戚　（小原光男)

### 打本会
打本会（モデル・打越会）
- 打本昇 - 加藤武：打本会組長。明石組系打本会として山守組と抗争。(打越信夫)
- 森田勉 - 西田良：打本会組頭。
- 福田泰樹 - 長谷川明男：打本会若衆。渾名はヤッチン。鼻を削がれた後に惨殺される。(藤田逸喜)
- 谷口亮 - 小林稔侍：打本会若衆。(谷村祐八)
- 本多志郎 - 高月忠：打本会若衆。
- 柳井秀一 - 岡部正純：打本会若衆。
- 三上達矢 - 有川正治：打本会若衆。(三橋巌夫)
- 菊枝 - 中原早苗：打本の情婦。

### 明石組
明石組（モデル・山口組）
- 明石辰男 - 丹波哲郎：明石組組長。(田岡一雄)
- 宮地輝男 - 山本麟一：明石組若衆頭。(地道行雄)
- 相原重雄 - 遠藤辰雄：明石組舎弟頭。(安原政雄)
- 岩井信一 - 梅宮辰夫：明石組若衆（幹部）。岩井組組長。明石組の切込隊長。広能と親しい。(山本健一)
- 和田作次 - 木谷邦臣：明石組若衆。岩井の舎弟。

### 義西会
義西会（モデル・西友会）
- 岡島友次 - 小池朝雄：義西会会長。西の岡。中立を守っていたが抗争に巻き込まれていく。小学校の同窓会旅行時に恩師の目の前で射殺される。(岡友秋)
- 藤田正一 - 松方弘樹：義西会若衆頭。広能とは刑務所時代からの交友。病を患っているが岡島の仇を思い死力を尽くす。(藤井幸一と沖広照義)
- 光川アイ子 - 堀越光恵：ホステス。岡島の情婦。
- 拳骨ラッパ - 吉田義夫：岡島の学校時代の担任教師。

### 川田組
川田組（モデル・河合組）
- 川田英光 - 三上真一郎：川田組組長。打本の舎弟。(河合勝治)
- 野崎弘 - 小倉一郎：川田組若衆。ひ弱なプー屋。原爆スラムに住む。(後の共政会常任相談役、野村博)

- 野崎の母 - 荒木雅子
- 野崎の弟 - 松田賢一
- 野崎の妹 - 広瀬登美子、大井理江子

### 山守組神和会側
村岡組を譲り受けた山守組は広島最大の暴力団となったが、打本会や、打本会を傘下におさめた明石組の侵攻から広島を守るため、明石組と拮抗する神戸の暴力団組織神和会と提携する。
山守組（モデル・山村組）
- 山守義雄 - 金子信雄：山守組組長。(山村辰雄)
- 山守利香 - 木村俊恵：山守義雄の妻。(山村邦香)
- 武田明 - 小林旭：山守組若衆頭。武田組組長。(服部武)
- 江田省一 - 山城新伍：山守組若衆（幹部）。江田組組長。(原田昭三)
- 槙原政吉 - 田中邦衛：山守組若衆（幹部）。槇原組組長。(樋上実)
- 吉井信介 - 志賀勝：山守のガード役。(後の共政会副会長、吉岡信彦)
- 山崎恒彦 - 福本清三：山守組若衆。(山田吉彦)
- 丸山勝 - 北斗学：武田組若衆。
- 金田守 - 誠直也：江田組若衆。
- 古賀貞松 - 高並功：武田組若衆
- 織田英士 - 笹木俊志：武田組若衆
- 友田孝 - 沢美鶴：武田組若衆
- 山本邦明 - 大木晤郎：江田組若衆
- 江田欣三 - 栩野幸知：江田組幹部・省一の弟
- 吉倉周三 - 岩尾正隆：槇原組の呉の小組長。
- 的場保 - 成瀬正：槇原組若衆
- 上原亮一 - 平和勝司：槇原組若衆
- 森久宏 - 白井孝史：槇原組若衆
- 武田組組員 -広瀬義宣

### 早川組
早川組（モデル・山口(英)組）
- 早川英男 - 室田日出男：早川組組長。元打本組。(山口英弘)
- 杉本博 - 夏八木勲：早川組若衆。(四代目共政会会長、沖本勲)
- 松井隆治 - 宮城幸生：早川組若衆。杉本の兄貴分。
- 三重子 - 渚まゆみ：松井の情婦。福田の元情婦。
- 楠田時夫 - 白川浩二郎：早川組若衆

### 大友組
- 神代巳之吉 - 小田真士：大友組幹部

### 養西会
- 沖山昭平 - 小峰一男：養西会若衆

### 神和会
神和会（モデル・本多会）
- 神代巳之吉 - 小田真士：明石組と拮抗する神戸暴力団、神和会会長。引退。(本多仁介)
- 伊丹義市 - 中村錦司：神和会副会長。二代目会長。(平田勝市)

### その他
- 大久保憲一 - 内田朝雄：呉の長老。(海生逸一)

- 千鶴子 - 城恵美：女子高校生
- 弁護士 - 汐路章
- ホステス - 富永佳代子
- 安川昌雄 - 国一太郎：食堂店主（抗争の犠牲者）
- 前島幸作 - 阿波地大輔：自動車修理業（抗争の犠牲者）
- 捜査主任 - 鈴木康弘
- 県警本部課長 - 芦田鉄雄
- 記者 -前川良三
- 記者 - 唐沢民賢
- 新聞社編集長 - 鈴木瑞穂

- 人夫（野球賭博） - 大城泰、池田謙治
- 古川 - 蓑和田良太：タクシー運転手
- 応援のヤクザ -藤本秀夫

- 女 - 司京子、丸平峰子

- ジープの警官 - 鳥巣哲生
- 岡島の友人 - 島田秀雄
- 刑事 - 森源太郎、山田良樹

- 署員 - 村田玉郎
- ナレーター：酒井哲

以下ノンクレジット 
- 警官A他 - 川谷拓三：「仁義なき戦い」シリーズ全作参加のため、セリフなしのエキストラ出演を志願。
- 記者 -川浪公次郎、寺内文夫
- 打本組組員 -片桐竜次
- 記者・武田組組員 -峰蘭太郎
- 記者・警官 -矢部義章
- 疋田泰盛、松田利夫、

## スタッフ
- 企画：日下部五朗
- 原作：飯干晃一
- 脚本：笠原和夫
- 監督：深作欣二
- 撮影：吉田貞次
- 音楽：津島利章
- 録音：溝口正義
- 照明：中山治雄
- 美術：井川徳直
- 編集：宮本信太郎
- 助監督：土橋亨
- スチル：中山健司
- 進行：伊藤彰将

## 製作

### 脚本
東映の目論見で、『仁義なき戦い 代理戦争』と本作『仁義なき戦い 頂上作戦』の二部に分けられた広島抗争は、1973年8月27日、笠原和夫が第四部『頂上作戦』の脚本に着手、1973年10月3日に第四部『頂上作戦』の脚本を起筆。1973年9月5日ー7日、広島で美能幸三（広能昌三、演：菅原文太）と服部武（武田明、演：小林旭）に取材。1973年10月30に、第一稿執筆終了。1973年7月1日、直し作業を終了した。本作では、生き残ったかつての野〇犬たちが権謀術数に長けた大幹部に成長し、駆け引きを重ね、かつての自分たちのような若者が跳ね上がり犬〇する諧謔的な群集劇となった。主人公・広能昌三らはいずれも組長クラスに昇格して抗争の現場には出て来ず、若者たちがちなまぐさいさつりくを繰り返す。笠原は手持ちの材料を細大漏らさず掻き集め、モザイク模様のように人間喜劇を組み立てた。第三部と違い、暴〇描写のオンパレードになったが、俳人大山澄太の『人間愛慕』を傍らに置き、特に種田山頭火の章に慰撫され、心を平静に保ったという。

### 撮影
小倉一郎は、東映出身の俳優で、専属契約を結んでいたが、他社出演がバレてクビになっていた。生活が苦しい状況で7年ぶりに東映から出演オファーがあり、大喜びでオファーを受けた。「ホンを読んだときから、こりゃスゲエと思いました」と述べている。第二部のように実際に原爆スラムで撮影はされなかったが、小倉演じる野崎弘は、原爆スラムに住む設定だった。東映京都撮影所に原爆スラムの家の内部が再現されている。母親は顔にケロ〇ドがあり被爆者に苦しめられる設定。深作はスラムから抜け出そうと足掻くチンピラを抱きしめるように撮った。本作には野球賭博のシークエンスがあり、旧広島市民球場の客席に至る階段らしきものが映るが、これは東映京都の右側の食堂の横に階段を作って、エキストラを集めて広島市民球場に見立てたという。衣装合わせでは深作監督が水戸なまりで「微妙⤴に違うな」連発し、衣裳部屋を何百人の出演者が、1日中衣装を取っ替え引っ替えしていたという。小倉にようやくメイン衣装として深作監督が選んだのが、横須賀ジャンパーだった。小倉の賭博予想が当たらないからと、球場の階段で10人ぐらいから暴行を受けるシーンの撮影では、テスト、テストの繰り返しで、なかなかカメラが回らず。テストも佳境に入ると、小倉は10人から殴り蹴りのガチの暴行を受けた。小倉は涙がポロッと出て「こうなるんですか?」と言ったら、その10人から「小倉ちゃんゴメンな。本気でいかんとなあ、深作監督中々、本番行こうゆわへんのや。すまんな」と言ってくれたが、深作監督は「はい、もう一回テスト行こう！」と言った。何度もこれを繰り返したため、顔は腫れ上がり、横須賀ジャンパーの袖が取れ、衣装部が直してくれたが、仮修繕のため、暴行される途中で袖がブラーンとなったらまたリテイクとなるため、小倉はこれが気になってしょうがなかった。いよいよ本番となったが、それを知る松方弘樹は、この暴行シーンの後、保身用の拳銃を小倉に渡してその場を去るが、背中が笑っている。小倉は「松方さん、笑わないで！」と、NGになるとまた恐怖の撮影が撮り直しとなるため、心から叫んだという。小倉は「（本作が）僕の代表作です」と述べている。松方は「小倉がノッている時でね、それで東映がテレビから連れて来たんです」と述べている。
深夜作業組とのあだ名を持つ深作は、初めての京都撮影所で、知り合いもいなかったことから、撮影終了後、大部屋俳優たち20ー30人を引き連れて毎夜、河原町のバーに繰り出し、酒を奢った。そのまま寝ないで翌朝からの撮影に臨んだ。このため、大部屋俳優たちの心をガッチリ掴み、「誰か窓ガラスを破って飛び出してくれ」と危険な撮影を頼んだら、大部屋全員が「ハイッ」と全員手を挙げた。深作は役者を寝かせないで、充血で殺気立つ真っ赤な目が欲しかったという。
川谷拓三は本作では役がなく、勝手にエキストラとして出演した。このためノンクレジットである。小倉の話では、ラッシュを観ると、喫茶店でコーヒーを飲んでいる学生、警官隊の一人、ヤクザの一人というぐあいに6役で注意してみるとあちこちに顔を出していたと話している。深作監督も黙認していたという。しかし完成した劇場版でどの程度出ているかは不明なところがあり、劇中ラスト近くで、小倉扮する野崎弘が松方扮する藤田正一を射殺し、警官隊が野崎の自宅に踏み込むシーンの外にずらっと並ぶ警官隊の中にいると小倉は話しているが、踏み込むシーンはあるものの、外に警官隊が並ぶシーンがなく確認が難しい。
早川組若衆・杉本博（演者：夏八木勲）が、兄貴分の女を寝取った打本会の福田泰樹（演者：長谷川明男）の鼻を削ぎ落とすシーンは実話である。その長谷川に劇中、オ〇〇イを揉み上げられる濃厚なカーセックスを演じた渚まゆみは、1973年12月28日に、年齢差27歳の浜口庫之助と電撃結婚をして世間を驚かせ、「ハダカは先生だけのためよ」と以降の映画で濡れ場を拒否し、本作が封切られた3ヵ月後に27歳で引退している。
当初はシリーズのオーラスの予定だったラストの割れたガラス窓から真冬の寒い風が吹き抜ける刑務所で凍える広能（菅原）と武田（小林）の別れのシーンは、脚本の笠原も自画自賛、伊藤彰彦も「日本映画史上屈指の名ラスト」と評価する等、多くの人から称賛される名場面である。「間尺に合わん仕事したのう」「わしらの時代は終いで」と語り合う、この嫋々たる幕切れが笠原和夫四部作の大団円となった。小林は「裸足で行こうというのは俺のアイデアなんだ。次にテストのときに、足がかじかみ、擦り合わせる芝居をやって見せて寒さを強調した。すると作さんが『ああッ』と声を出してね。美術部に『窓の外からもっと雪を振り込ませてくれ』と指示を出し、廊下をより冷え込んでいるように見せたんだ。ささやかなことだけど、こんな風に一つのアクションが監督のアイデアを誘発するんです」などと述べている。

## 宣伝
「仁義なき戦いシリーズ」の映画ポスターや広告デザインは、関根忠郎による惹句（キャッチコピー）と、東映宣伝部のそれまでの映画ポスターや宣材には見られない報道写真のようなリアルタッチなモノになった。それまでの映画のポスターは主役のカッコ良さを前面に押し出したポスターが基本で、東映は特に脇役に関しても誰は何センチとか、スターの配列にうるさかったが、企画会議で主役の菅原文太が「俺の顔なんてポスターには要らんよ」と言い、深作欣二も「それでお願いしたい」と言ったことから、その他のスターからも配列で揉めないことが確認され、作品全体を表す広告展開が行われた。主役を押し出さなくてもいい広告展開は東映では初めてのケースだった。しかしシリーズを追うごとにこれがエスカレートし、中身がよく分からない広告が増え、本作『仁義なき戦い 頂上作戦』では、上半分がギラギラと光る文太の目、下半分は大砲の砲弾が砂丘にポツンと置かれる、或いは文太も役者の顔も一切なしで、砲弾だけが砂丘に置かれる広告もあり、遂に岡田茂東映社長が「自己満足もはなはだしい。ファンに理解してもらえない」と激怒し、「ポスターを作り変えろ」と指示した。この話が文太に伝わり、文太が東映本社に怒鳴り込み、社長室で、岡田「こんなもんでお客が入るわけがない！」 文太「それじゃあ、ストリップ小屋の看板みたいなのにしろと言うんですか！」などと岡田社長と文太の火の出るような大喧嘩が行われた。岡田社長と文太の板挟みに弱り抜いた宣伝部は苦し紛れに、大学の映研部員に集まってもらい是非を討論してもらい、決定を委ねましょうと一計を案じた。映研部員たちは言うまでもなく小難しいのが好きだから文太に賛成し、圧倒的に文太が支持され岡田社長は敗北した。岡田社長はさぞ心が折れてるかと思いきや、何故かニコニコ。東映幹部は「あれは社員に刺激を与えるために社長が仕組んだ片八百長だよ」と解説した。

## 逸話
- 千葉真一主演の『殺人拳2』では、本作が劇中で流されている。

## 作品の評価

### 興行成績
1974年の正月映画は、東宝『日本沈没』、松竹『男はつらいよ 私の寅さん』と強力で、本作は今日的評価とは異なり、"穴ウマ的存在"と見られていた。しかし蓋を開ければ、大阪梅田東映で封切日に1万2000人を集めたのを始め、各地の東映劇場も軒並み大ヒット。東京は岡田東映社長が、菅原文太、梅宮辰夫を伴い各劇場を回ったが、特に新宿東映と浅草東映が大入りで、浅草は六区映画街の中でもひとしきり賑わいを見せ、浅草東映の支配人は「こんな入りは昭和34年の全盛期以来14年ぶりですよ」とエビス顔だった。また岡田社長も「正直いって予想以上の当たりだ。まさにかえり正月だよ」と喜んだ。
併映『女番長 タイマン勝負』と合わせて、3億300万円の配給収入を記録、1974年（昭和49年）の邦画配給収入ランキングの第10位となった。

### 批評家評
任侠映画関係の著書が多い伊藤彰彦は、本作を「日本映画100年に残る最も重要な任侠映画3本」の内の1本に挙げている。

## ビデオ
「仁義なき戦い#ビデオとテレビ放映」を参照。